# Vena
『VENA』（ヴィーナ）は、日本のロックバンド・coldrainが2015年10月21日にVAPからリリースした、4作目のフルアルバムである。

## 概要
フル・アルバムとしてのリリースはHopeless Records移籍後、初となる。
VENAとは、ラテン語で「血管」を意味する。

## 記録
11月02日付の週間チャート（オリコン）では、8,714枚を売り上げ、9位を記録。『The Revelation』以来のトップ10入りを果たした。

## 収録曲
1. Vena - 0:58
2. Wrong - 3:32
3. Divine - 3:36
4. Gone - 4:12
5. Words of the Youth - 3:31
6. The Story - 4:09
7. Whole - 3:45
8. Runaway (feat. Jacoby Shaddix) - 3:46
9. Pretty Little Liar - 3:46
10. Heart of the Young - 3:48
11. Fire in the Sky - 3:24